# Aríston de Quio
Aríston ou Aristo de Quio (em grego:  Ἀρίστων ὁ Χίος; fl. c. 260 a.C.) foi um filósofo estoico grego e discípulo de Zenão de Cítio. Esboçou um sistema de filosofia estoica que esteve, em muitos aspectos, mais próximo da anterior filosofia cínica. Rejeitou os lados lógicos e físicos da filosofia endossados por Zenão e enfatizou a ética. Embora concordando com Zenão que a virtude era o bem supremo, rejeitou a ideia de que as coisas moralmente indiferentes, como a saúde e a riqueza poderiam ser classificadas de acordo com sua preferência natural. Filósofo importante em sua época teve seus pontos de vista posteriormente marginalizados pelos sucessores de Zenão.

## Biografia
Aríston, filho de Milcíades, nasceu na ilha de Quio por volta de 300 a.C. Foi para Atenas, onde frequentou as aulas de Zenão de Cítio, e também, por um tempo, as palestras de Polemo (o diretor da Academia de 314 a 269 a.C.). Embora fosse um membro do círculo de Zenão, logo se afastou dos ensinamentos de Zenão rejeitando, em grande parte, as duas partes não éticas da filosofia estoica - física e lógica - endossadas por Zenão.
Homem de eloquência persuasiva, Aríston era tão bom orador que foi chamado de a Sereia. Foi também chamado de Phalanthus, devido a sua calvície. Montou sua própria escola no gymnasion Cinosargo (um lugar associado com a filosofia cínica) e atraiu muitos alunos, tanto assim que, quando foi acusado de expor a dignidade da filosofia por sua liberdade a todos, respondeu que "ele desejava que a natureza tivesse dado compreensão aos animais selvagens, para que eles também fossem capazes de ser seus ouvintes". Seus seguidores se autodenominavam aristonianos e incluíam o cientista Eratóstenes e os estoicos: Apolófanes, Dífilo e Milcíades.
Aríston se envolveu em muitos debates com Arcesilau, o líder da Academia, defendendo a epistemologia estoica contra as visões céticas de Arcesilau. Em uma ocasião, ele acusou Arcesilau de ser: "Platão na cabeça, Pirro na cauda, e Diodoro no tronco". significando que Arcesilau se apresentou como um platônico, a substância do que ele ensinou foi a dialética de Diodoro, mas sua filosofia real era a do pirronismo.
Em sua velhice, aparentemente abandonou o ideal estoico e se entregou ao prazer. "Eratóstenes, o Cirineu ... em seu tratado intitulado Ariston, representa seu mestre como sendo posteriormente muito viciado em luxo, falando o seguinte:" E antes de agora, eu às vezes o descobri rompendo, por assim dizer, a divisória entre o prazer e a virtude, e aparecendo do lado do prazer. "E Apolófanes (e ele era um conhecido de Ariston), em seu Ariston (pois ele também escreveu um livro com esse título), mostra a maneira como seu mestre foi viciado em prazer".
Não se sabe quando morreu, mas supõe-se ter morrido de insolação por conta de sua calvície.

## Filosofia
Zenão dividiu a Filosofia em três partes: Lógica (que era um assunto muito amplo, incluindo a retórica, a gramática, e as teorias de percepção e do pensamento); Física (incluindo não apenas a ciência, mas também a natureza divina do universo); e a Ética, cujo objetivo final era alcançar a felicidade por meio de um modo correto de viver de acordo com a Natureza. É impossível descrever integralmente o sistema filosófico de Aríston, porque nenhum de seus escritos sobreviveu intacto, mas a partir dos fragmentos preservados por escritores posteriores, fica claro que Aríston foi fortemente influenciado pela filosofia cínica anterior:

### Lógica
Aríston considerou a Lógica sem importância, dizendo que não tinha nada a ver conosco. "Os raciocínios dialéticos", disse ele, "eram como teias de aranha, construídas artificialmente, mas inúteis". É improvável que ele rejeitasse toda a Lógica, e é notável que Zenão, também, comparou as habilidades dos dialéticos "corrigir medidas que não medem trigo ou qualquer outra coisa que valha a pena, exceto joio e esterco".

### Física
Aríston também rejeitou a Física, dizendo que ela estava além de nós. Isso se reflete em suas opiniões a respeito de Deus:
 Aríston afirma que nenhuma forma de Deus é concebível, e nega-lhe a sensação, e está em um estado de completa incerteza sobre se ele é, ou não, animado.
Isto estava em forte oposição a Zenão para quem "o universo era animado e dotado de razão". Contudo, Aríston concordou com Zenão, que a Natureza era compreensível, argumentando contra os acadêmicos. Certa vez, ele perguntou a um acadêmico: "Você nem mesmo vê o homem que está sentado ao seu lado?", e quando o acadêmico respondeu: "Eu não", Aríston disse: "Quem cegou você; quem roubou de você os seus olhos?".

### Ética
Para Aríston, Ética era o único ramo verdadeiro da filosofia, mas também limitou esta categoria, removendo seu lado prático: os conselhos sobre ações individuais eram em grande parte inúteis:
Ele afirma que ela não penetra na mente, tendo nela nada além de preceitos da carochinha, e que o maior benefício é derivado dos verdadeiros dogmas da filosofia e da definição de Bem Supremo. Quando um homem obteve uma compreensão completa desta definição e a aprendeu completamente, ele pode estruturar para si um preceito que direcione o que deve ser feito em um determinado caso.
Para Aríston, apenas o sábio toma decisões perfeitas e não precisa de conselhos, para todos os outros com a mente turva, o conselho é ineficaz:
Pois os preceitos de nada valerão enquanto a mente estiver nublada com o erro; somente quando a nuvem se dispersar ficará claro qual é o dever de cada um em cada caso. Caso contrário, você estará apenas mostrando ao doente o que ele deve fazer se estiver bem, em vez de curá-lo.
O propósito da vida era buscar o Bem Supremo, e aqui Aríston lançou um desafio a Zenão. Ao concordar com Zenão que a Virtude era o bem supremo, ele rejeitou totalmente a ideia de que as vantagens externas (saúde, riqueza, etc.), embora moralmente "indiferentes", poderiam ser classificadas em termos de serem naturalmente preferidas ou não:
Aríston de Quio negou que a saúde, e tudo o que se assemelha a ela, seja uma vantagem indiferente. Chamá-la de uma vantagem indiferente é equivalente a julgá-la um bem, e difere praticamente apenas no nome. Pois, sem exceção, as coisas indiferentes entre a virtude e o vício não têm diferença alguma, nem são alguns delas preferidas por natureza, enquanto outras são rejeitadas,  mas em face das diferentes circunstâncias das ocasiões, nem aquelas ditas preferidas demonstram ser incondicionalmente preferidas, nem são aquelas que se diz serem rejeitadas necessariamente. Pois se homens saudáveis devessem servir a um tirano e serem destruídos por esse motivo, enquanto os enfermos deviam ser liberados do serviço e, com isso, também, da destruição, o homem sábio preferiria a doença nesta circunstância do que a saúde.
Zenão teria concordado que poderia haver circunstâncias em que alguém precisa escolher a doença para o bem do mundo, mas para Zenão, a saúde é um estado naturalmente preferido; Aríston rejeitou isso. Para Aríston, não só há momentos em que a doença pode ser preferida à saúde (a saúde nem sempre pode ser incondicionalmente preferida), mas a saúde nem mesmo é uma vantagem natural, e nunca se pode presumir que seja melhor do que a doença. Embora o sábio possa (e muitas vezes deva) escolher entre várias coisas indiferentes, ele nunca deve cometer o erro de presumir que elas podem ser naturalmente preferidas.
Para Zenão, o principal bem era viver de acordo com a Natureza; para Aríston, o principal bem era:
viver em perfeita indiferença a todas aquelas coisas que são de um caráter intermediário entre a virtude e o vício; não fazendo a menor diferença entre elas, mas considerando-as todas em pé de igualdade. Por isso o sábio parece um bom ator; que, esteja ele preenchendo a parte de Agamemnon ou Térsites, os executará igualmente bem.
O maior bem é, portanto, seguir a virtude como o bem supremo, evitar os vícios como o mal supremo, e viver em um estado de perfeita indiferença para com todo o mais. Aríston, no entanto, concordou com Zenão sobre a unidade da virtude, mesmo que muitas vezes seja rotulada como coisas diferentes:
 fez da virtude uma coisa em sua essência e chamou-a de saúde; mas naquilo com que está de alguma forma relacionado, ele tornou as virtudes diferenciadas e plurais, exatamente como se quiséssemos chamar nossa visão ao apreender coisas de cor clara de visão, mas visão escura ao apreender coisas de cor escura. Pois a virtude em considerar as coisas a serem feitas e não feitas é chamada de sabedoria, mas é chamada de temperança em trazer ordem aos nossos apetites e definir o que é medido e oportuno nos prazeres, e justiça em se ocupar com empreendimentos conjuntos e contratos com outros pessoas.
Permanece o problema de como alguém pode alcançar um estado virtuoso se não puder fazer escolhas racionais entre as quais as coisas na vida são preferidas e não preferidas e tem apenas um objetivo abstrato de virtude perfeita. Aríston deixou a questão sem resposta, e Cícero escrevendo no primeiro século a.C. deu o que tem sido a visão padrão da filosofia de Aríston desde então:
Pois se sustentássemos que todas as coisas são absolutamente indiferentes, toda a vida seria lançada em confusão, como é por Aríston, e nenhuma função ou tarefa poderia ser encontrada para a sabedoria, uma vez que não haveria absolutamente nenhuma distinção entre as coisas que pertencem para a conduta da vida, e nenhuma escolha precisa ser exercida entre eles.
Quer essa visão seja correta ou não, Aríston claramente pensava que estava fazendo algo mais positivo do que bancar o cínico e tentar minar as raízes do sistema estoico:
Aquele que se equipou para toda a vida não precisa ser aconselhado a respeito de cada item separado, porque agora está treinado para enfrentar seu problema como um todo; pois ele sabe não apenas como deve viver com sua esposa ou filho, mas como deve viver corretamente.

## Legado
Aríston chegou a ser considerado uma figura marginal na história do estoicismo, mas em sua época, ele foi um importante filósofo cujas palestras atraíram grandes multidões. Eratóstenes, que viveu em Atenas quando jovem, afirmou que Aríston e Arcesilau foram os dois mais importantes filósofos de sua época. Mas foi o mais moderado Zenão, não o radical Aríston, cujas opiniões iriam prevalecer. Crisipo, (diretor da escola estoica de ca. 232–ca. 206 a.C.), sistematizou o estoicismo ao longo das linhas estabelecidas por Zenão e, ao fazê-lo, foi forçado a atacar repetidamente Aríston:

Para afirmar que o único Bem é o Valor Moral é necessário eliminar com o cuidado da saúde de alguém, a gestão do patrimônio, a participação na política, a condução dos negócios, os deveres da vida, mais ainda, abandonar o próprio Valor Moral, que segundo você é o princípio e o fim da existência; objeções que foram feitas com mais veemência contra Aríston por Crisipo.
E, mesmo assim, Aríston nunca foi esquecido, como pode ser visto pelas repetidas referências aos seus pontos de vista por escritores posteriores. Ao delinear uma versão do estoicismo enraizada na filosofia cínica, ele desde então forneceu um alimento frutífero para o pensamento tanto dos defensores quanto dos oponentes do estoicismo.